# قانون الطبيعة

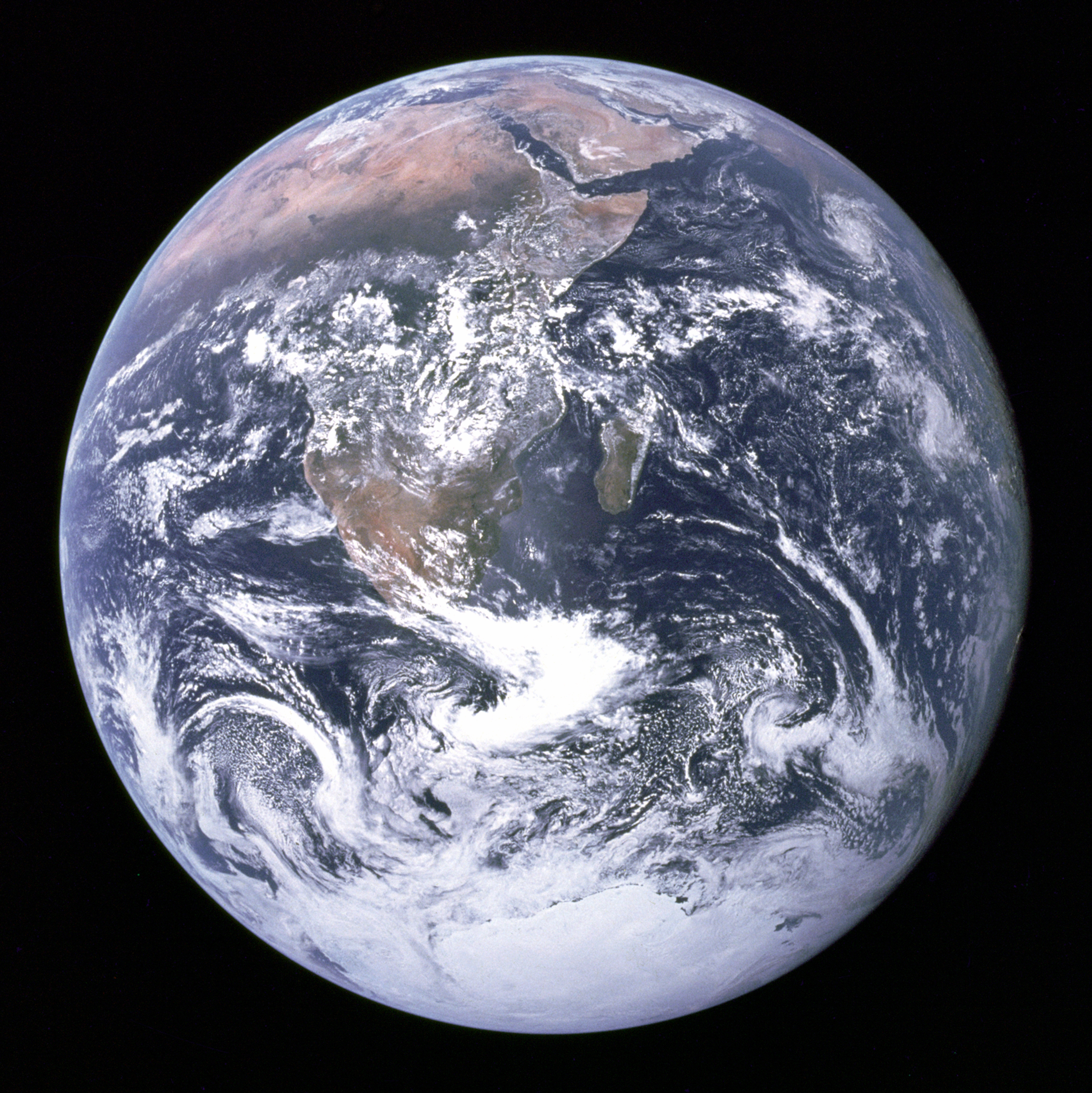

ابتكر كورماك كولينان مصطلح قانون الطبيعة لأول مرة للإشارة إلى قوانين الإنسان التي تتوافق مع تشريعات الأرض. قانون الطبيعة هو قانون صادر عن البشر لتنظيم السلوك البشري الذي يحافظ على سلامة مجتمع الأرض بأكمله على المدى البعيد، ويحافظ على مصالح أي نوع (بما في ذلك البشر) في وقت معين.

## خلفية القانون
صيغت قوانين الطبيعة لتنظيم المشاركة البشرية في المجتمع الواسع. إذ تسعى إلى الموازنة بين حقوق ومسؤوليات البشر وحقوق الكائنات الأخرى في البيئة الطبيعية التي تشكل الأرض (مثل النباتات والحيوانات والأنهار والنظم البيئية) من أجل حماية جميع الحقوق بشكل آمن.
يمكن التفريق بين قوانين الطبيعة والقوانين القائمة على فكرة أنَّ الأرض هي مجموعة من الأشياء التي يحق للبشر استغلالها لصالحهم بشكل حصري (مثل قوانين الملكية). إنَّ تطوير القوانين الطبيعة مدفوع باعتقادنا بالحاجة إليها، وهي ضرورية لبقاء العديد من الأنواع (ربما بما في ذلك البشر)، ومن أجل تغيير طبيعة علاقتنا بالعالم من الاستغلال إلى الديمقراطية والمشاركة في مجتمع من الكائنات الأخرى. يتطلب ذلك أولًا سن قوانين بأن الكائنات البيئية الأخرى في مجتمع الأرض تتمتع بحقوق، وثانيًا منع البشر من انتهاك تلك الحقوق بشكل غير مبرر (كما هو الحال في المجتمع البشري).

## التطبيقات والآراء
لا يمكن تصنيف قانون الطبيعة بسهولة ضمن الفئات القانونية التقليدية (مثل القانون الموضوعي أو الإجرائي أو الخاص أو العام). ربما سيفهم أفضل عند مقاربته لحكم البشرية، لا حين يعَد فرعًا من القانون أو مجموعة من القوانين.
عقد مؤتمر على أساس مفهوم القانون البري في نوفمبر عام 2005 في جامعة برايتون في المملكة المتحدة. ترأس المؤتمر وزير البيئة السابق وعضو البرلمان مايكل مايتشر، وكان من بين المتحدثين جاكلين ماكغلاد رئيسة الوكالة الأوروبية للبيئة وليندا وارين من وكالة البيئة.
عُقد مؤتمر استند إلى كتاب القانون البري الذي كتبه كورماك كولينان في جامعة برايتون في المملكة المتحدة في نوفمبر عام 2006، ونُظّم بالاشتراك مع جمعية القانون البيئي في المملكة المتحدة ومؤسسة القانون البيئي.
عقدت ورشة عمل بعنوان (قانون الطبيعة: استجابة لتغير المناخ) في سبتمبر عام 2007 لتطوير مقاربة عملية لتطبيق مبادئ قانون الطبيعة، وساعدت بالفعل في تغيير الإجراءات القانونية في الولايات المتحدة الأمريكية وجنوب إفريقيا. عقدت في مركز للمؤتمرات في ديربيشاير في المملكة المتحدة، مع وجود متحدثين مشهورين دوليًا مثل كورماك كولينان مؤلف كتاب قانون الطبيعة، والبروفيسور برايان غودوين باحث وأستاذ زائر في العلوم الشمولية في كلية شوماخر في المركز الدولي للدراسات البيئية، وأندريو كيمبريل المدير التنفيذي لمركز سلامة الأغذية في الولايات المتحدة الأمريكية ومؤسس المركز الدولي لتقييم التكنولوجيا، وبيتر رودريك مدير برنامج العدالة المناخية ومحامٍ سابق لشبكة أصدقاء الأرض في لندن منذ عام 1996.
من المقرر عقد ورشة العمل تحت عنوان (قانون الطبيعة - أفكار عملية) في سبتمبر عام 2008، لإطلاق المرحلة الأولى من البحث الدولي من قبل جمعية القانون البيئي في المملكة المتحدة ومؤسسة غايا لتحديد التوجهات العملية لقانون الطبيعة وتوفير مجموعة أدوات قانونية لصناع القرار ومنفذيه. من بين قادة ورشة العمل التي عقدت في مركز المؤتمرات في ديربيشاير في المملكة المتحدة: ميليس دامتي وهو محامٍ إثيوبي وعالم أحياء، وأندرو كيمبرل محامي المصلحة العامة وناشط ومؤلف والمدير التنفيذي لمركز سلامة الأغذية في الولايات المتحدة الأمريكية ومؤسس المركز الدولي لتقييم التكنولوجيا، والأستاذة ليندا وارن أستاذة فخرية بجامعة أبيريستويث ومستشارة بيئية ومشرفة على الأبحاث.